# Associação Comercial do Paraná
A Associação Comercial do Paraná (ACP) é uma entidade secular, de representação civil e com intuitos não econômicos e sem fins lucrativos, fundada em 1890, para representar os interesses dos comerciantes de diversos setores da economia do estado brasileiro do Paraná.
Sua sede está localizada na Rua XV de Novembro, uma das principais vias da cidade de Curitiba. 

## Historia
A ideia da criação de uma entidade que congregasse os comerciantes e industrias de Curitiba surgiu em 1887 e com o advento da Proclamação da República (em 1889) esta ideia ganha força. Alguns meses depois da proclamação e sob a prestígio e liderança de Ildefonso Pereira Correia (o Barão do Serro Azul) é fundado, em 1º de julho de 1890 a Associação Comercial do Paraná, a terceira instituição deste caráter até aquele momento (em 1890 só existia instituição similar nos estados do Rio de Janeiro e da Bahia).
O Barão do Serro Azul foi eleito o primeiro presidente da ACP  e com a sua morte trágica na Revolução Federalista, o cargo passou as mãos do Comendador José Ribeiro de Macedo.